# Матейко, Ян
Ян Алои́зий Мате́йко (пол. Jan Alojzy Matejko; 24 июня 1838, Краков — 1 ноября 1893, там же) — польский живописец, писавший главным образом на историческую тему. Известен в первую очередь как автор масштабных полотен «Грюнвальдская битва», «Люблинская уния», «Станчик», «Проповедь Скарги», «Рейтан. Упадок Польши», цикла рисунков «Портреты королей и князей Польши». Создал также цикл картин «История цивилизации в Польше», полотна «Битва под Варной», «Присяга Яна Казимира», «Ян Собеский под Веной» и др.

## Биография
Ян Матейко родился 24 июня 1838 года в Кракове в семье преподавателя музыки Франциска Ксаверия Матейко, выходца из Чехии, и Иоанны Каролины Россберг, имевшей немецко-польские корни. Был девятым ребёнком в семье, в которой всего было одиннадцать детей. В детстве пережил обстрел Кракова австрийской армией (1848). Учился в Школе изящных искусств в Кракове (1852—1858), в Академии художеств в Мюнхене (1859) под руководством Германа Аншютца и в Вене (1860). С 1860 работал в Кракове, где с 1873 года возглавлял местную художественную школу и где скончался и был похоронен в 1893 году.
21 ноября 1864 года Матейко женился на Теодоре Гебултовской, от которой имел двух сыновей, Ежи и Тадеуша, и трех дочерей — Хелену, Беату и Регину (умершую во младенчестве).
С юности Матейко изучал детали исторического быта, непрерывно их зарисовывал, а позже составил «Историю польского костюма», которую опубликовал в виде отдельной книги в 1859 году. Своим призванием он считал религиозное творчество. Неудача восстания 1863—1864, воспринятая как национальная катастрофа, побудила художника отказаться от этой тематики и посвятить себя исторической живописи. Он стал автором многофигурных полотен, изображающих ключевые эпизоды истории Польши, и портретов героев прошлого.
Картины Матейко хранятся в Национальном музее (Варшава), Национальном музее (Краков), Львовской картинной галерее и других собраниях. Он рисовал и картоны для витражей: в частности, по его картонам сделаны витражи кафедрального собора во Львове.
В 1865 году его полотно «Проповедь Скарги» удостоилось золотой награды на Парижской выставке, а в 1866 году в Париже он снова получил золотую награду первого разряда за картину «Рейтан на сейме 1773 года».

## Память
- В Кракове находится музей «Дом Яна Матейко», основанный в 1904 году.
- В бывшей деревне Кшеславице, которая сегодня является частью Кракова, находится дом-музей Усадьба Яна Матейко.
- 12 ноября 2013 года в Кракове в парке Краковские планты на западной стороне Барбакана установлен памятник Яну Матейко.

## Галерея

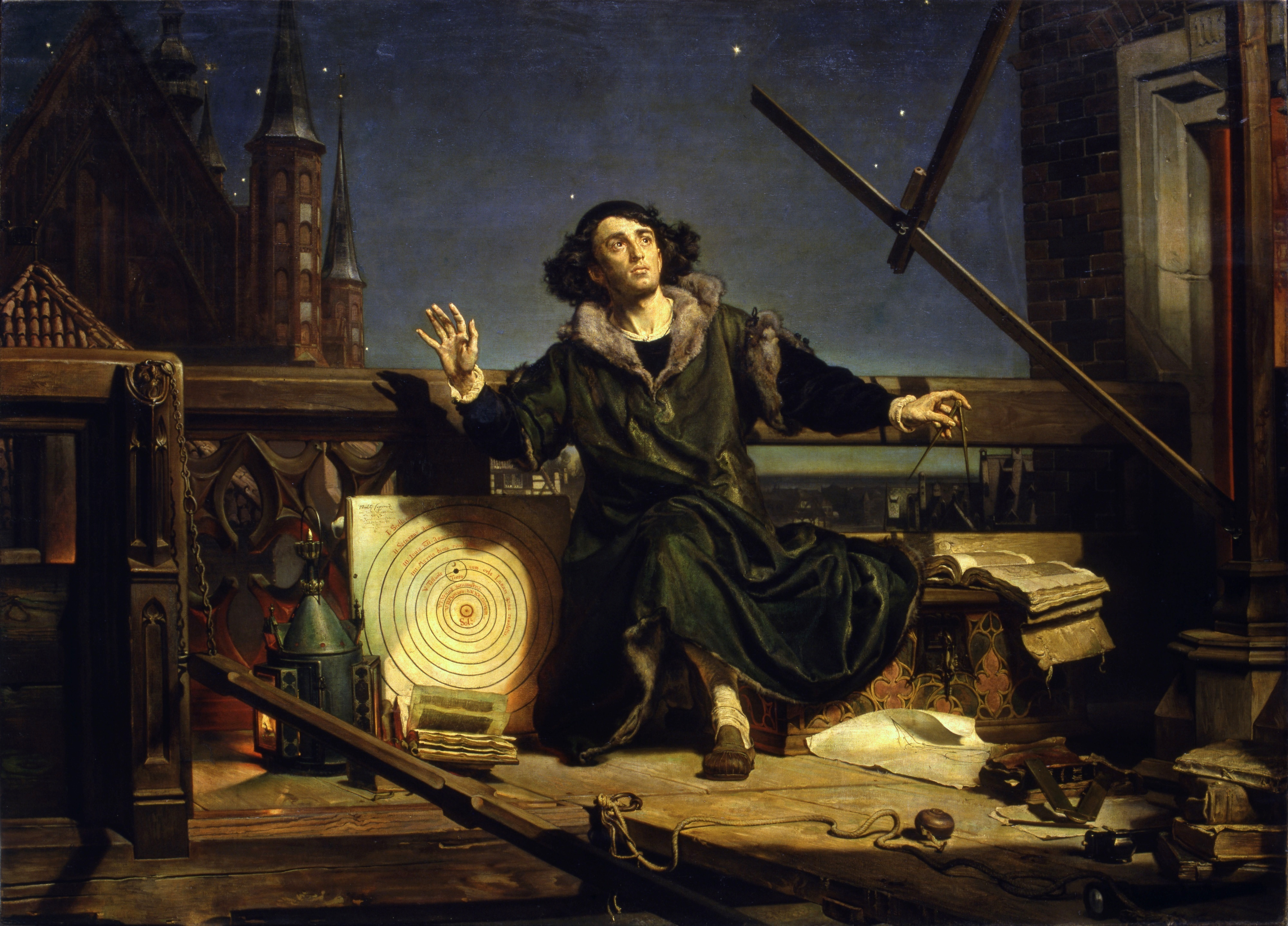
Коперник. Беседа с Богом
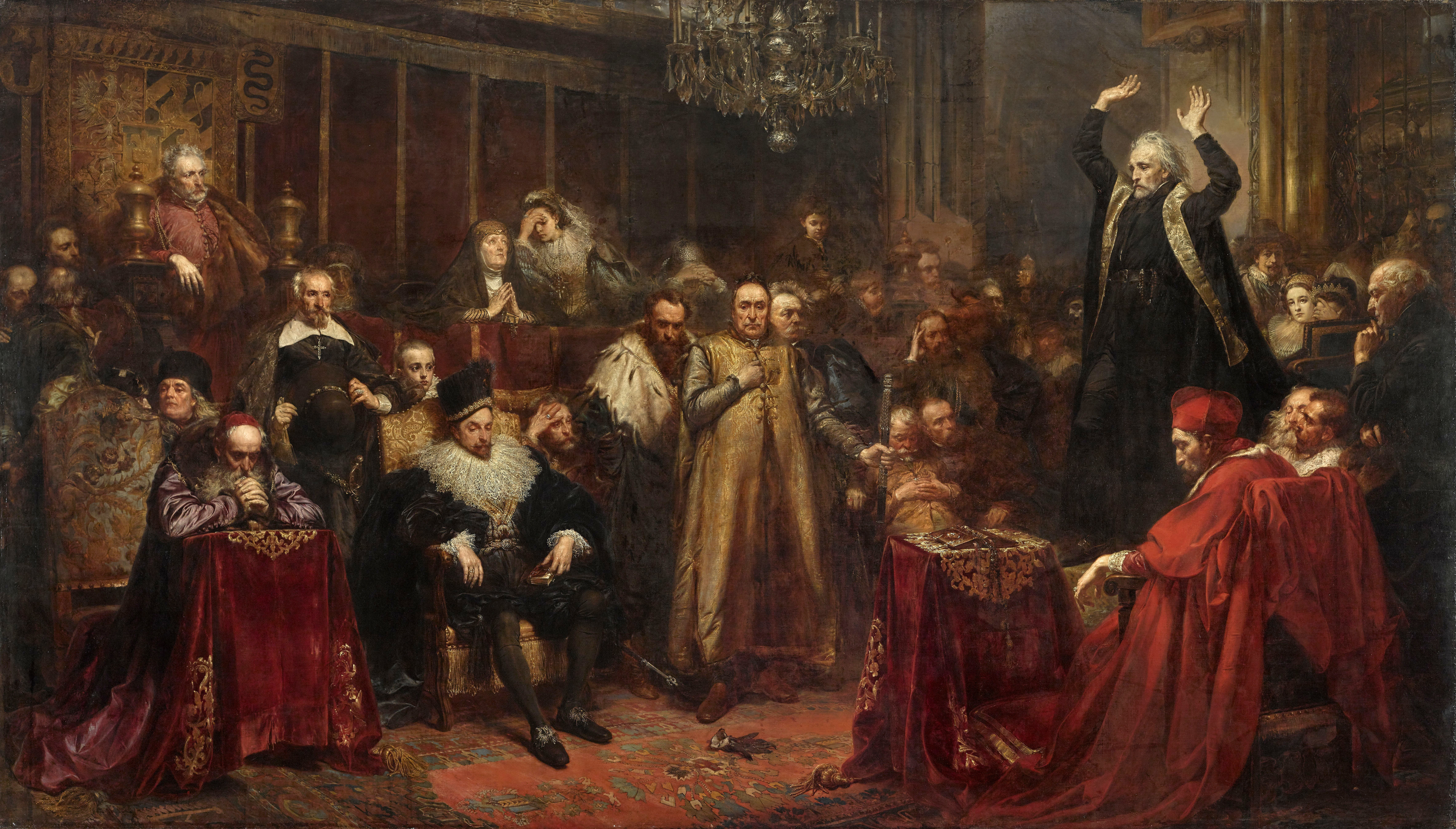
Проповедь Скарги
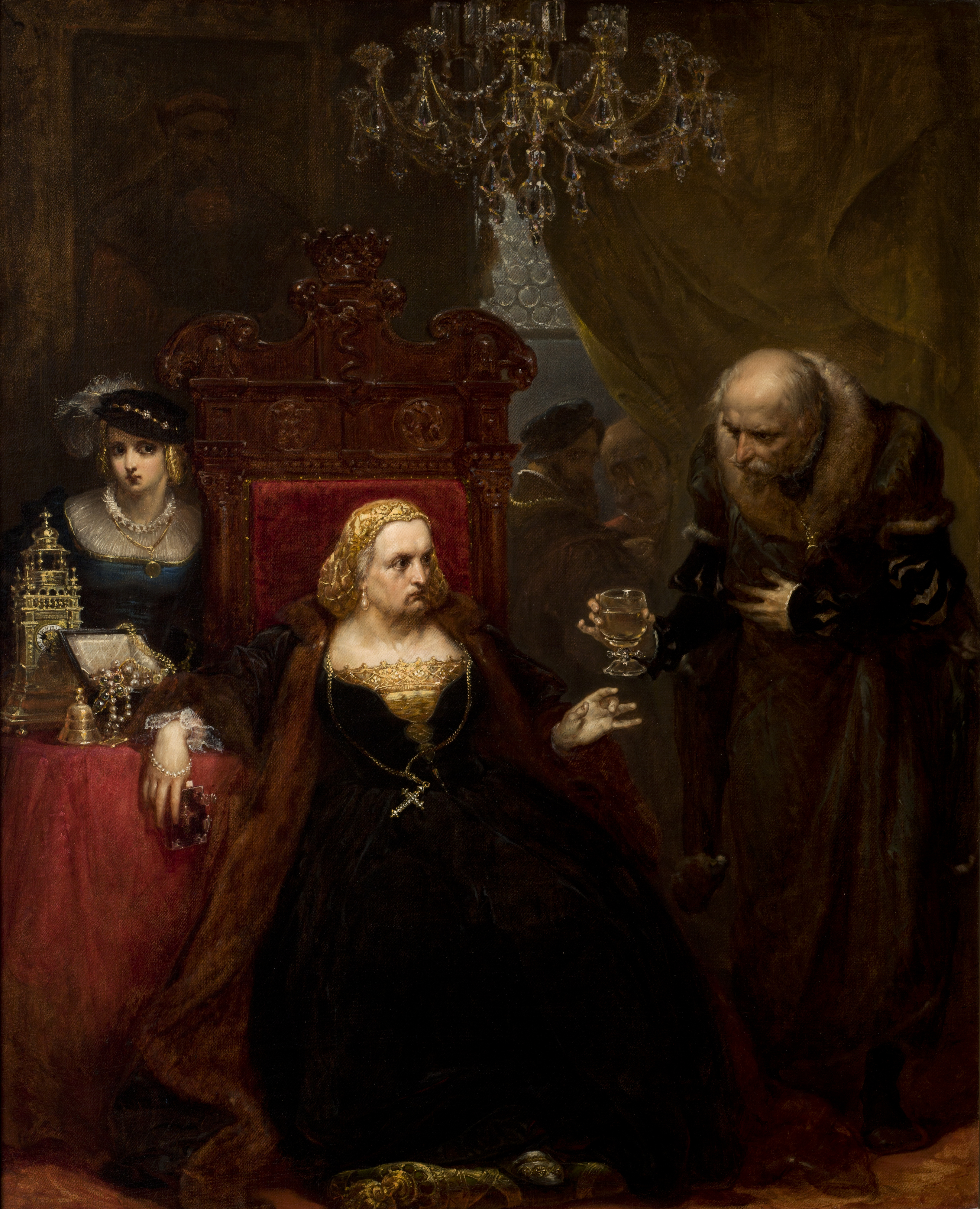
Отравление королевы Боны
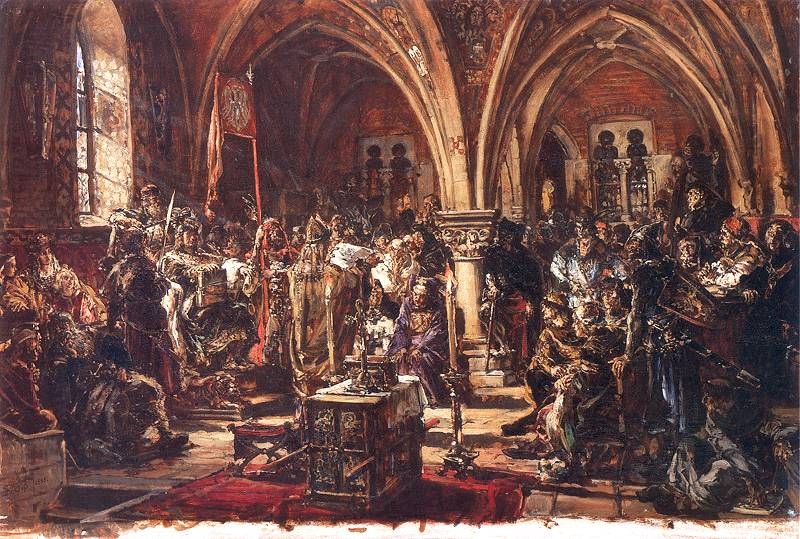
Первый сейм в Ленчице
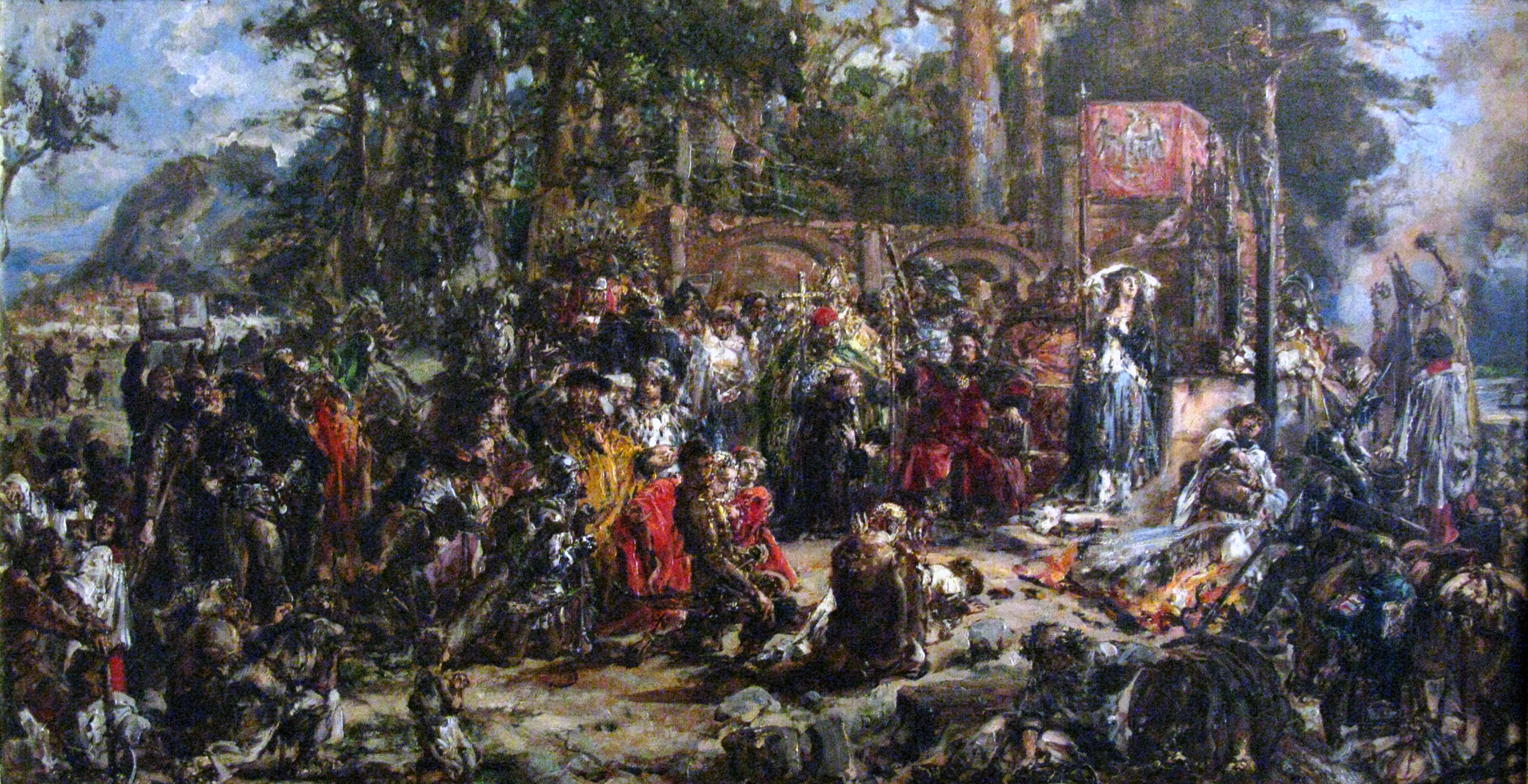
Крещение Литвы в 1387 году
Грюнвальдская битва 1410 года
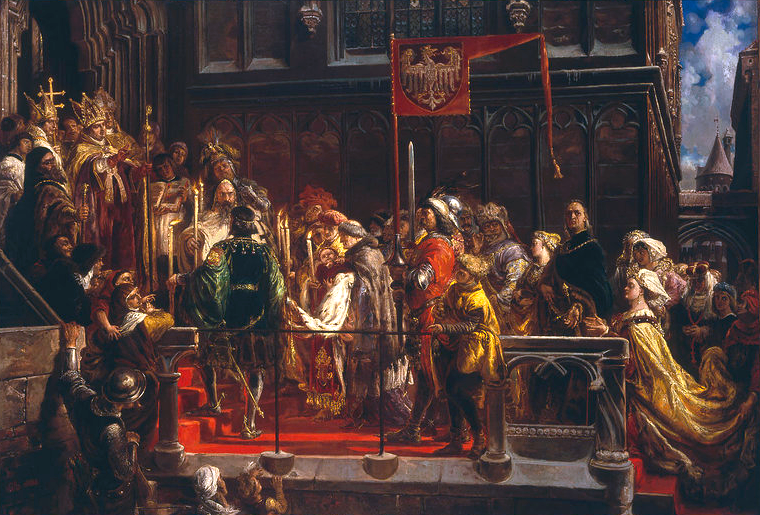
Крещение Владислава III в 1425 году
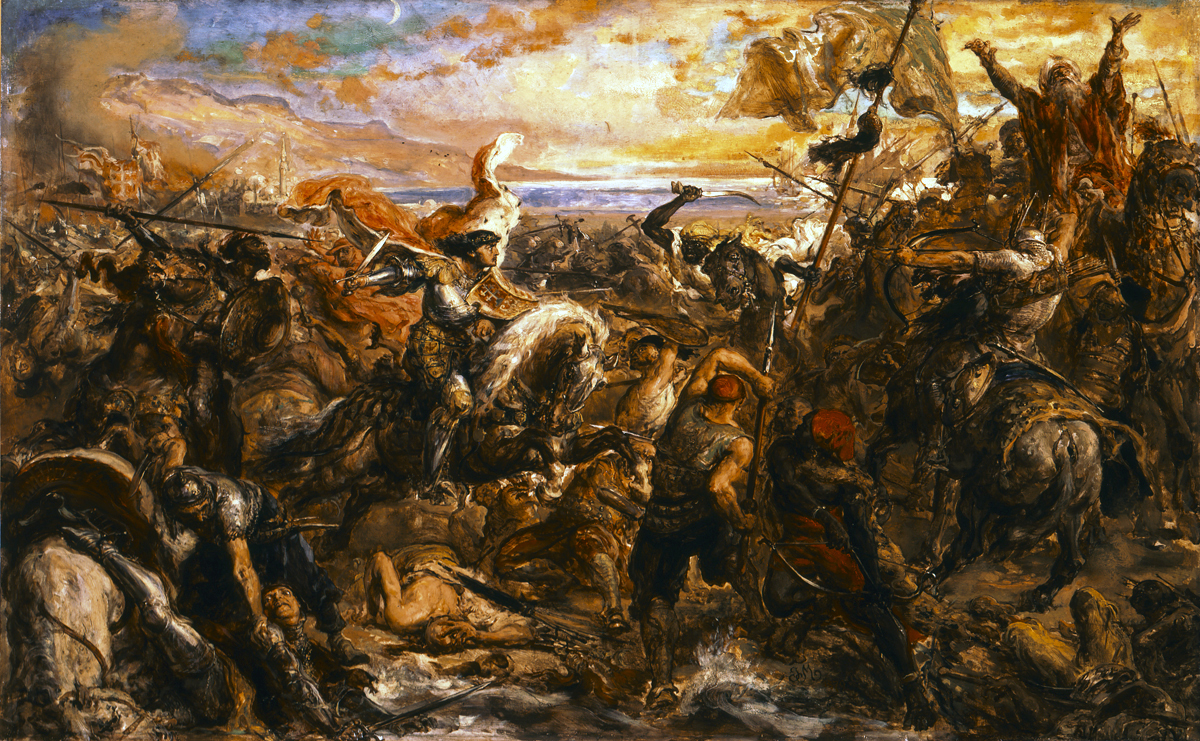
Битва под Варной 1444 года
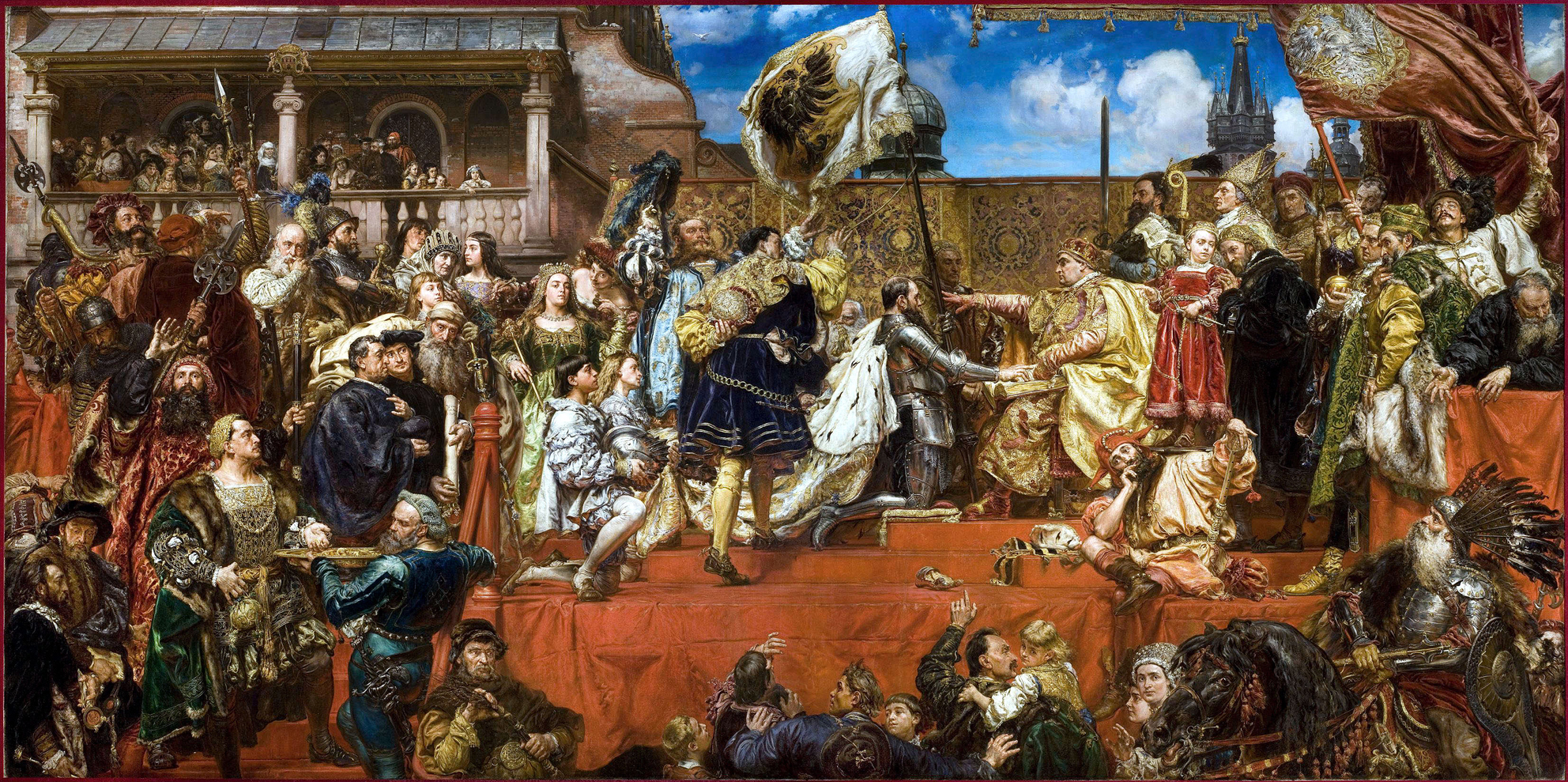
«Прусская дань» 1525 года
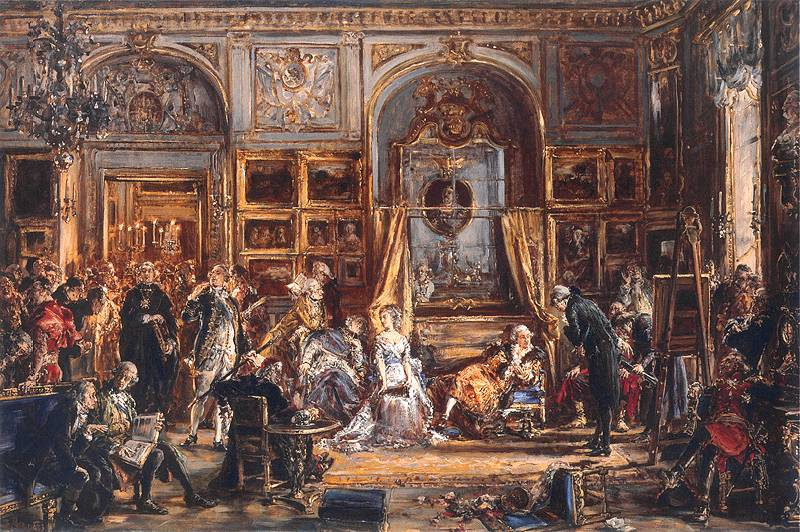
Четырёхлетний сейм 1795 года
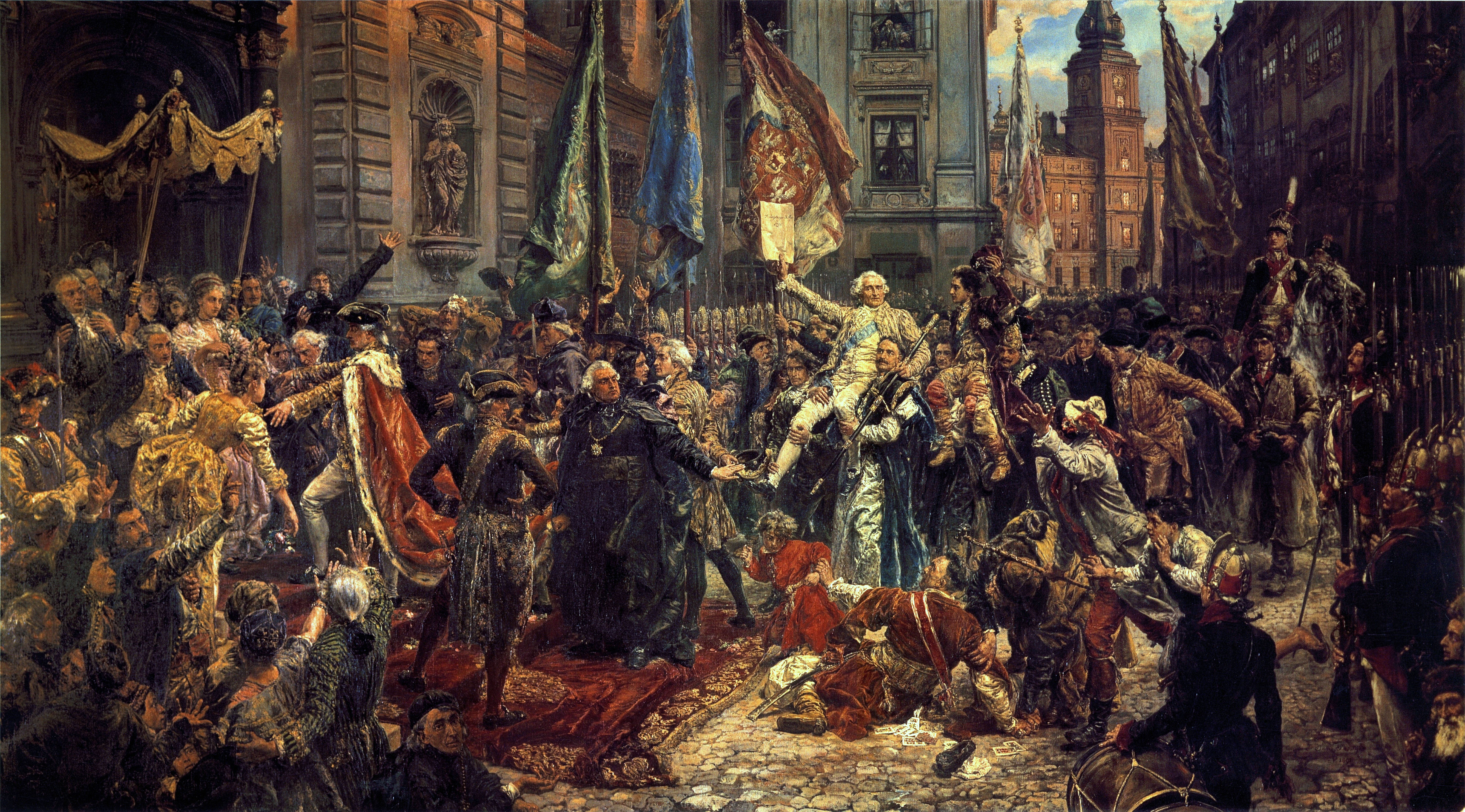
Конституция 3 мая
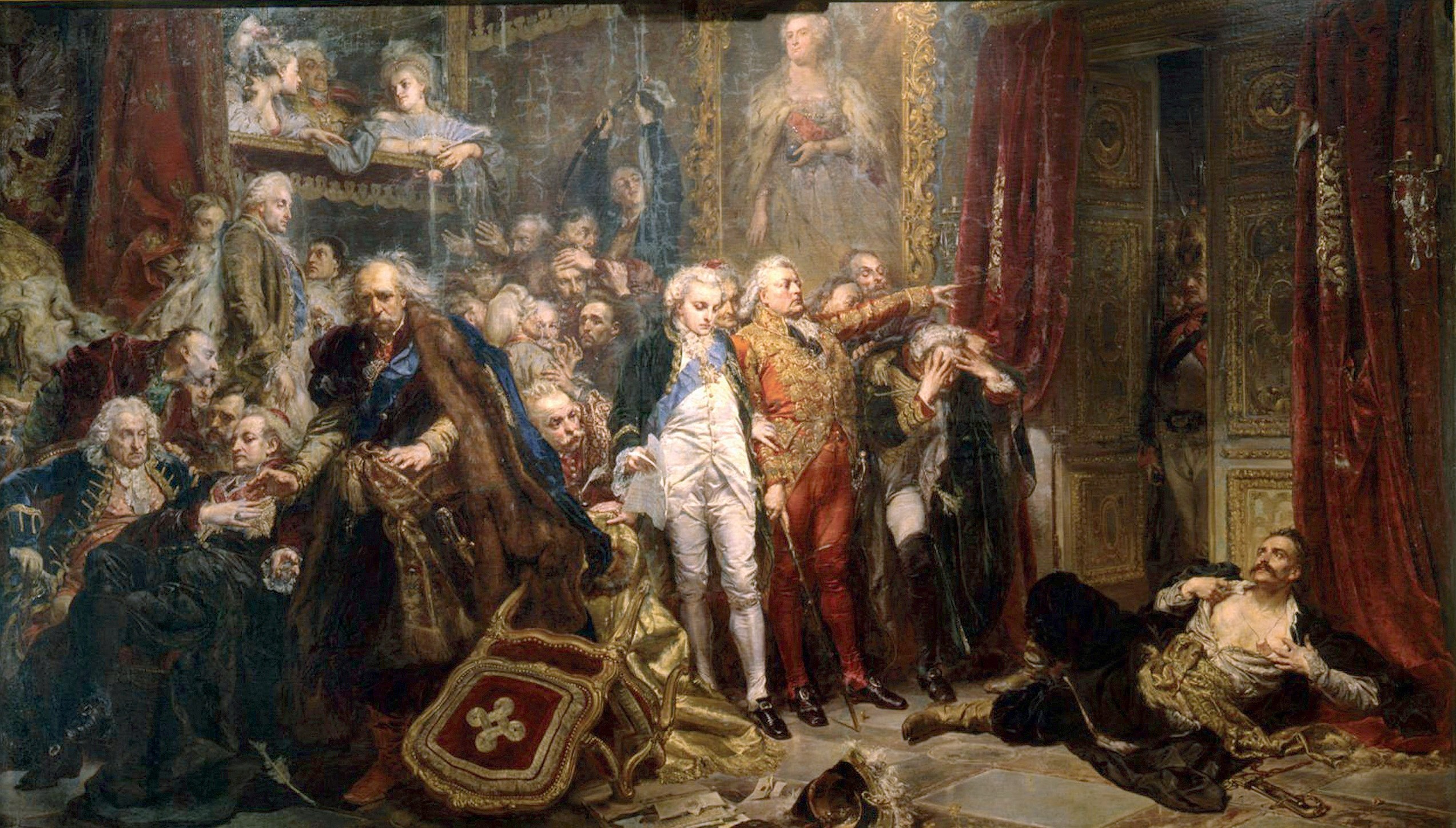
Рейтан. Упадок Польши
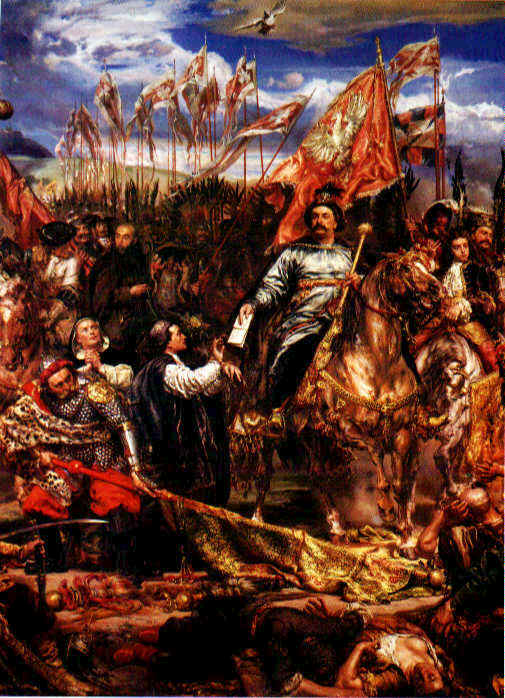
Король Ян Собеский под Веной
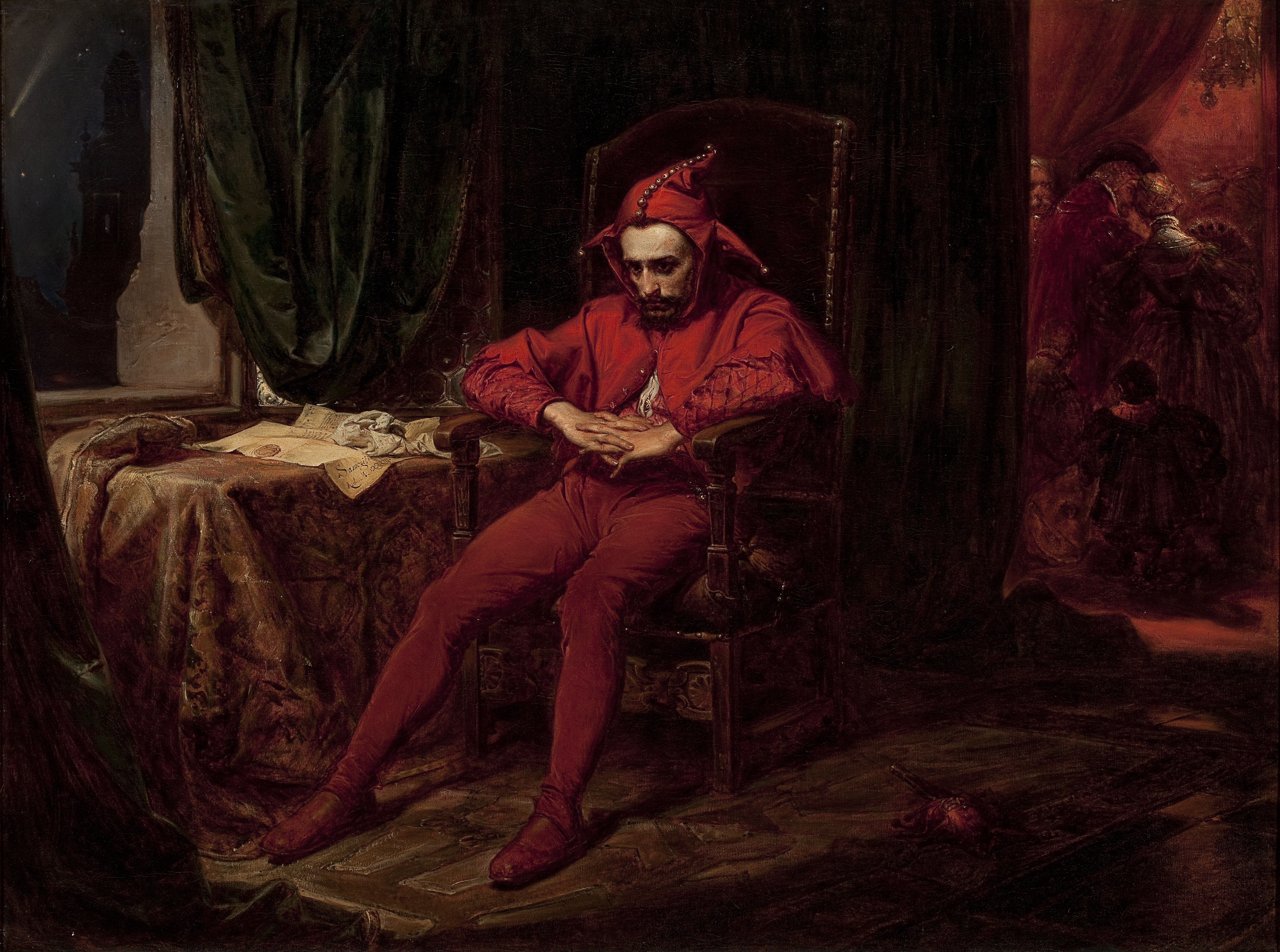
Станчик
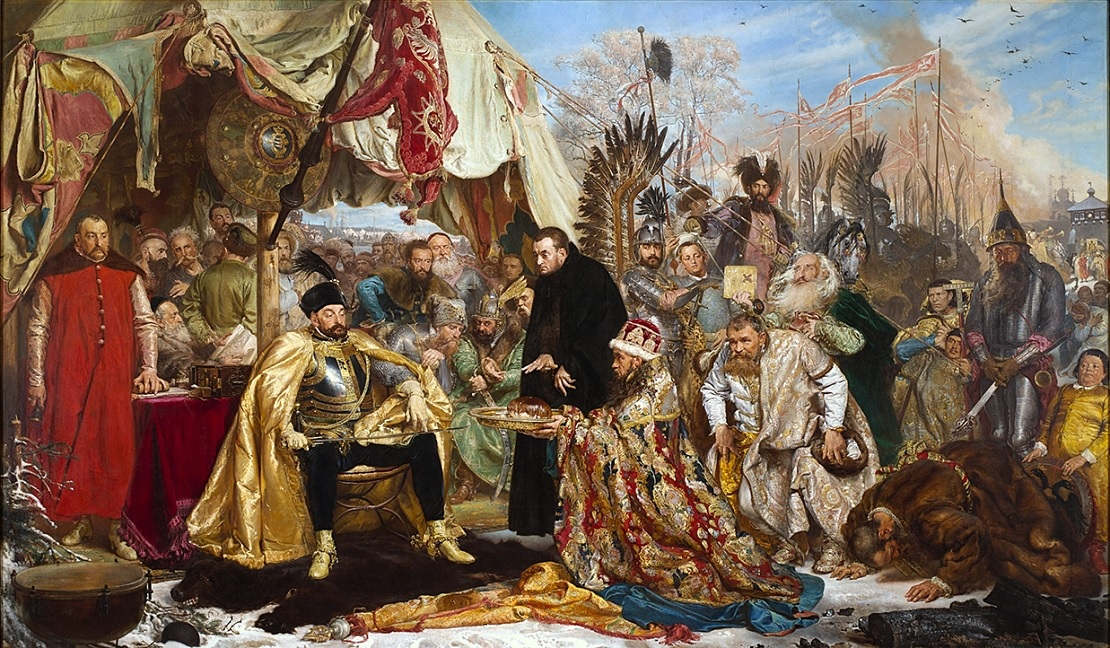
Стефан Баторий под Псковом
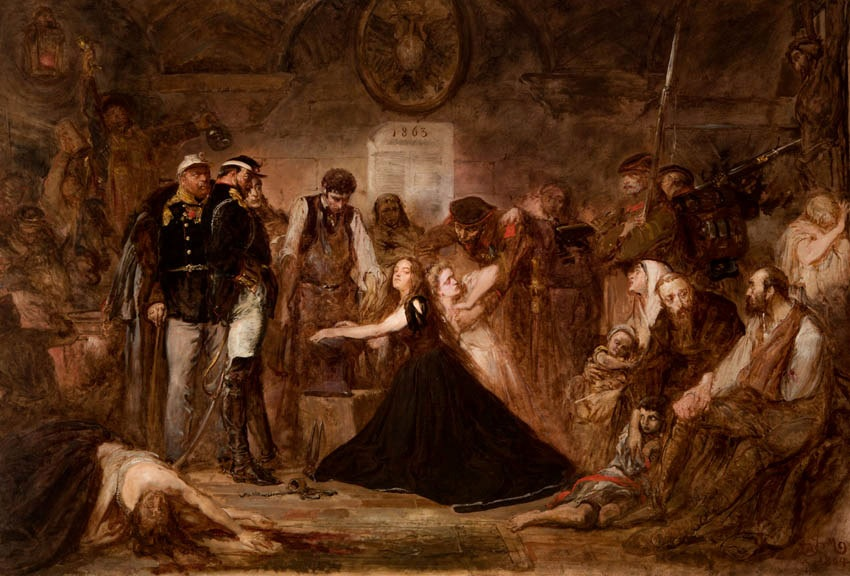
Польша — 1863 год (Закованная Польша)
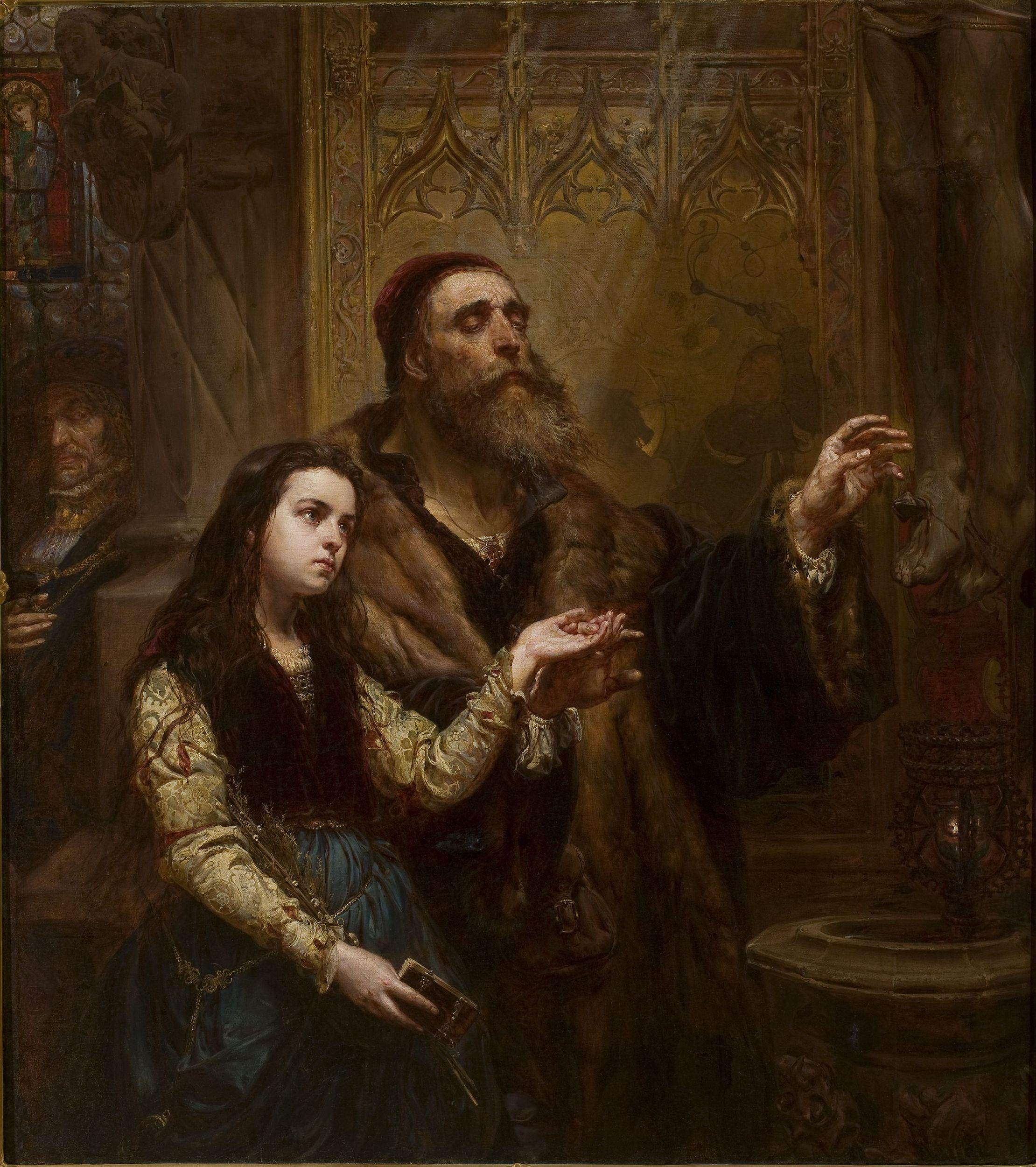
Ослепший Вит Ствош с внучкой
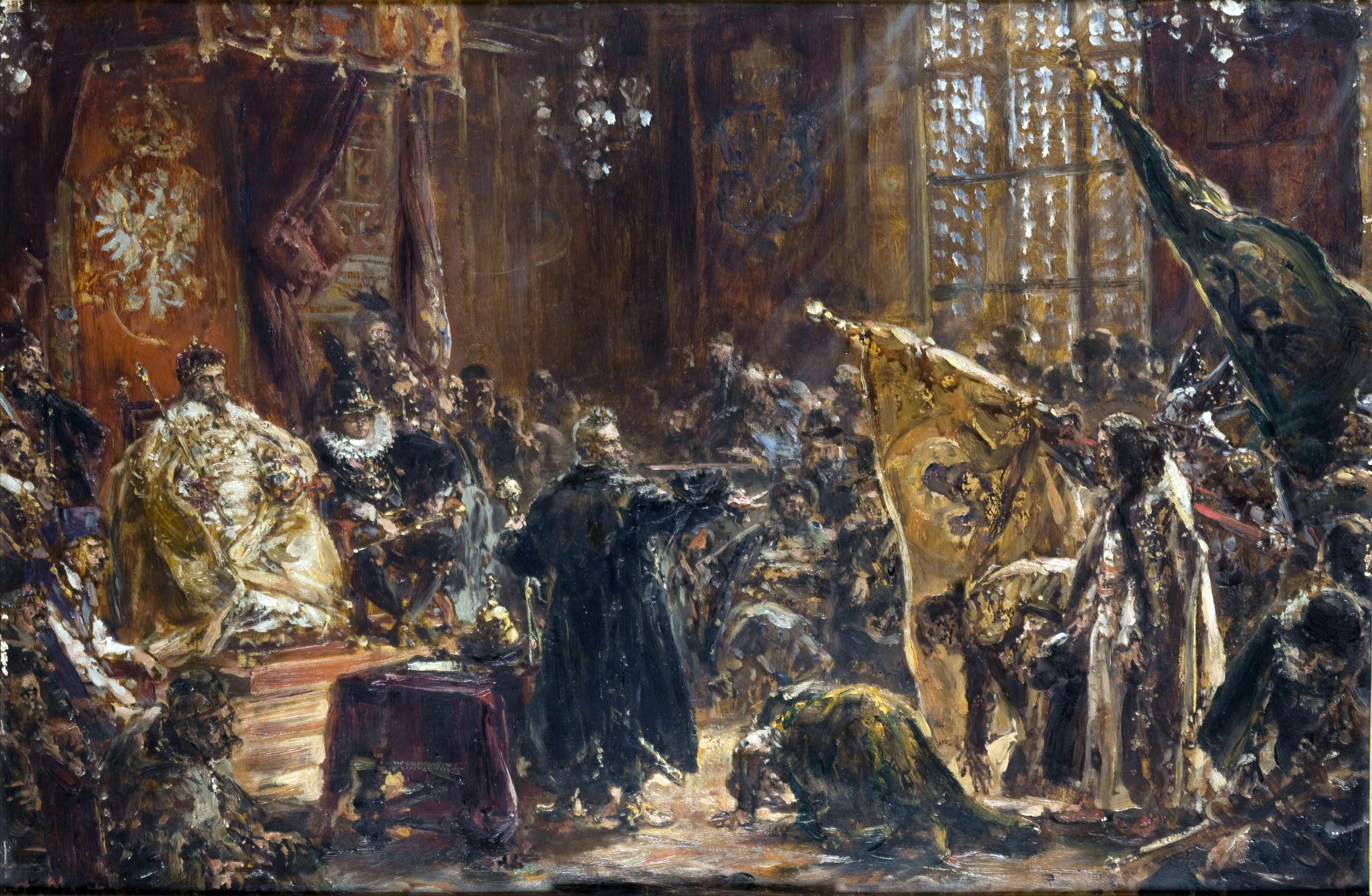
Станислав Жолкевский показывает пленного царя и его братьев на сейме в Варшаве 29 октября 1611 года.
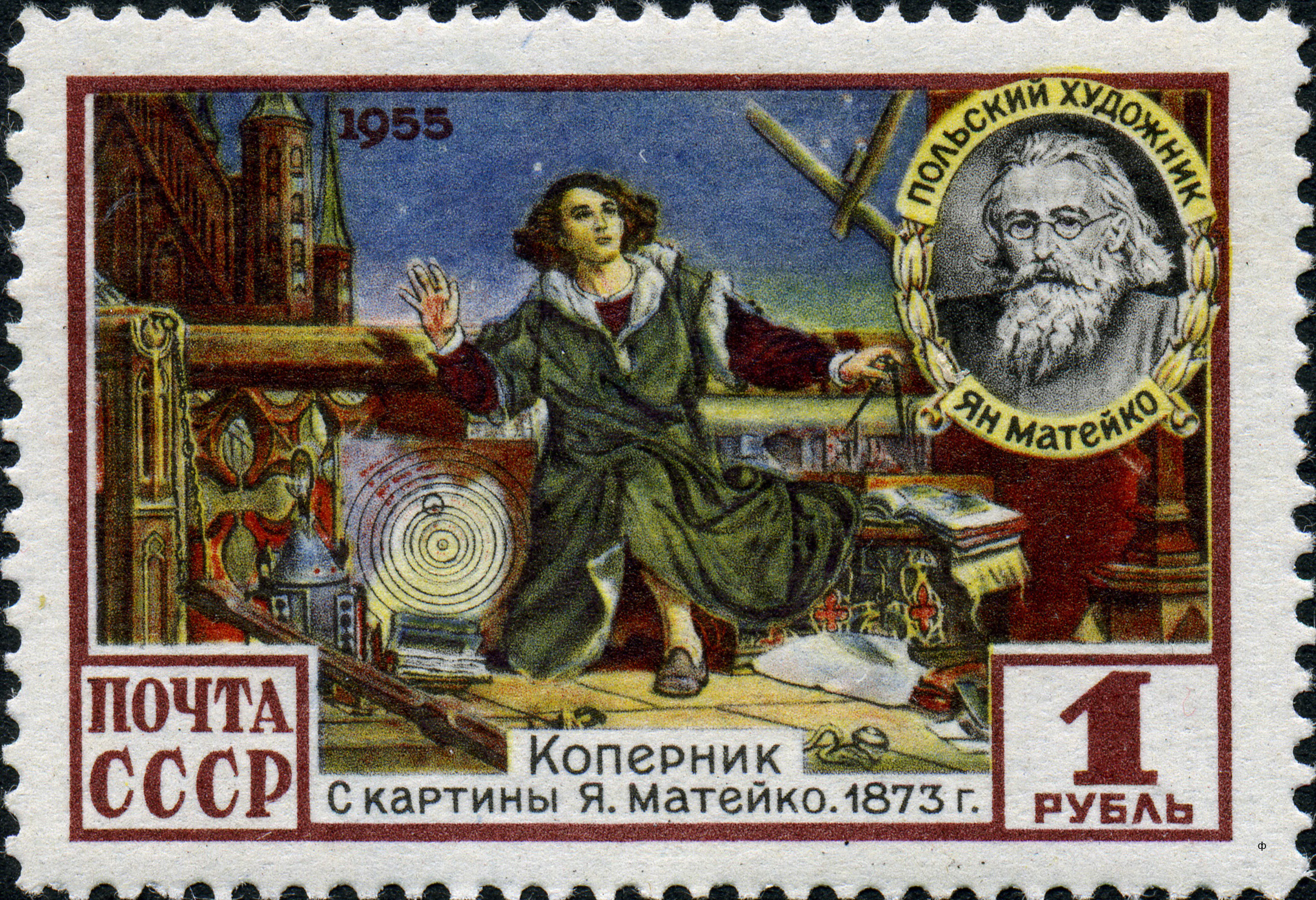
Почтовая марка СССР, 1955 год.